# Ansgar Schlei

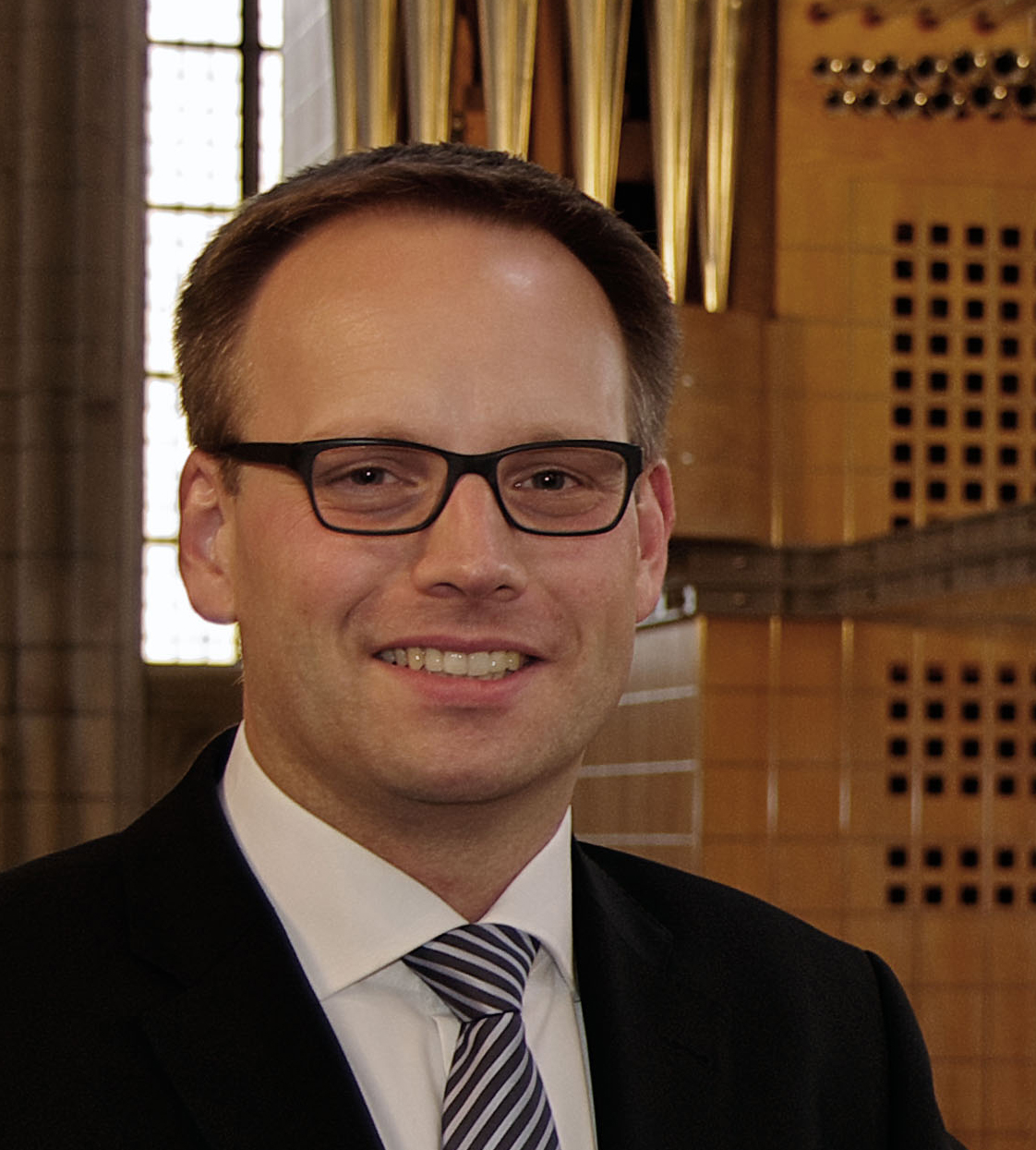
Kreiskantor Ansgar Schlei

Ansgar Schlei (* 1978) ist ein deutscher Kirchenmusiker.

## Wirken
Ansgar Schlei absolvierte seine kirchenmusikalische Ausbildung an der Hochschule für Musik und Theater Hannover. Seine Lehrer dort waren Cornelius Schneider-Pungs und Pier Damiano Peretti. Sein A-Examen legte er im Fach Künstlerisches Orgelspiel mit Auszeichnung ab. Er ergänzte seine Ausbildung u. a. bei Ton Koopman, Michael Radulescu und Harald Vogel. Des Weiteren studierte er Rechtswissenschaften in Göttingen, Hagen und Köln. Nach ersten Anstellungen als Kirchenmusiker in Springe und Hannover wurde er 2001 Organist und Chorleiter an der Ev.-luth. Petri-Pauli-Kirchengemeinde Bad Münder. 2005 erfolgte die Berufung an den Willibrordi-Dom in Wesel, wobei er zusätzlich das Amt des Kreiskantors im Kirchenkreis Wesel versieht. Von 2004 bis 2008 war Schlei Vizepräsident des Verbandes evangelischer Kirchenmusikerinnen und Kirchenmusiker in der Ev.-luth. Landeskirche Hannovers. Inzwischen ist er Vorsitzender des Verbandes für Kirchenmusik in der Evangelischen Kirche im Rheinland e. V.  Im Internet betreibt Schlei die Website www.kirchenmusikrecht.de, die über Rechtsfragen für Kirchenmusiker informiert.
Seit Juni 2020 ist Schlei bei YouTube vertreten. In seinem Kanal bietet er zahlreiche Konzertmitschnitte aus dem Weseler Dom an. Im Mai 2022 wurde Schlei von der EKiR mit dem Titel eines Kirchenmusikdirektors ausgezeichnet.

## Schriften
- Kirchenmusikrecht – Handbuch für den kirchenmusikalischen Dienst in der Evangelischen Kirche im Rheinland.

## Tondokumente
- Gloria – Festliche Klänge aus dem Willibrordi-Dom zu Wesel. Werke von Bach, Händel, Guilmant, Franck, Karg-Elert, Bedard u. a.
- Orgelmusik aus dem Willibrordi-Dom zu Wesel. Werke von Clérambault, Böhm, Bach, Mendelssohn Bartholdy, Reger und Boëllmann.
- Der Willibrordi-Dom und seine Geschichte. Musik von Johann Sebastian Bach.